# Вулкан (Брашов)
Вулкан (рум. Vulcan) — село у повіті Брашов в Румунії. Адміністративний центр комуни Вулкан.
Село розташоване на відстані 143 км на північ від Бухареста, 14 км на захід від Брашова.

## Населення
За даними перепису населення 2002 року у селі проживали 3440 осіб.
Національний склад населення села:
| Національність | Кількість осіб | Відсоток |
| -------------- | -------------- | -------- |
| румуни         | 3327           | 96,7%    |
| німці          | 97             | 2,8%     |
| угорці         | 16             | 0,5%     |

Рідною мовою назвали:
| Мова      | Кількість осіб | Відсоток |
| --------- | -------------- | -------- |
| румунська | 3327           | 96,7%    |
| німецька  | 98             | 2,8%     |
| угорська  | 15             | 0,4%     |